# Fahrwegpfleger
Fahrwegpfleger lautet die Berufsbezeichnung für einen Angestellten der Deutsche Bahn AG, der Pflegearbeiten im Bereich der Vegetation durchführt. Zuständig für Fahrwegpfleger ist die Bahntochter DB Fahrwegdienste. Fahrwegpfleger tragen mit ihrer Tätigkeit zur Funktionsfähigkeit des Bahnverkehrs in Deutschland bei.

## Berufsbeschreibung

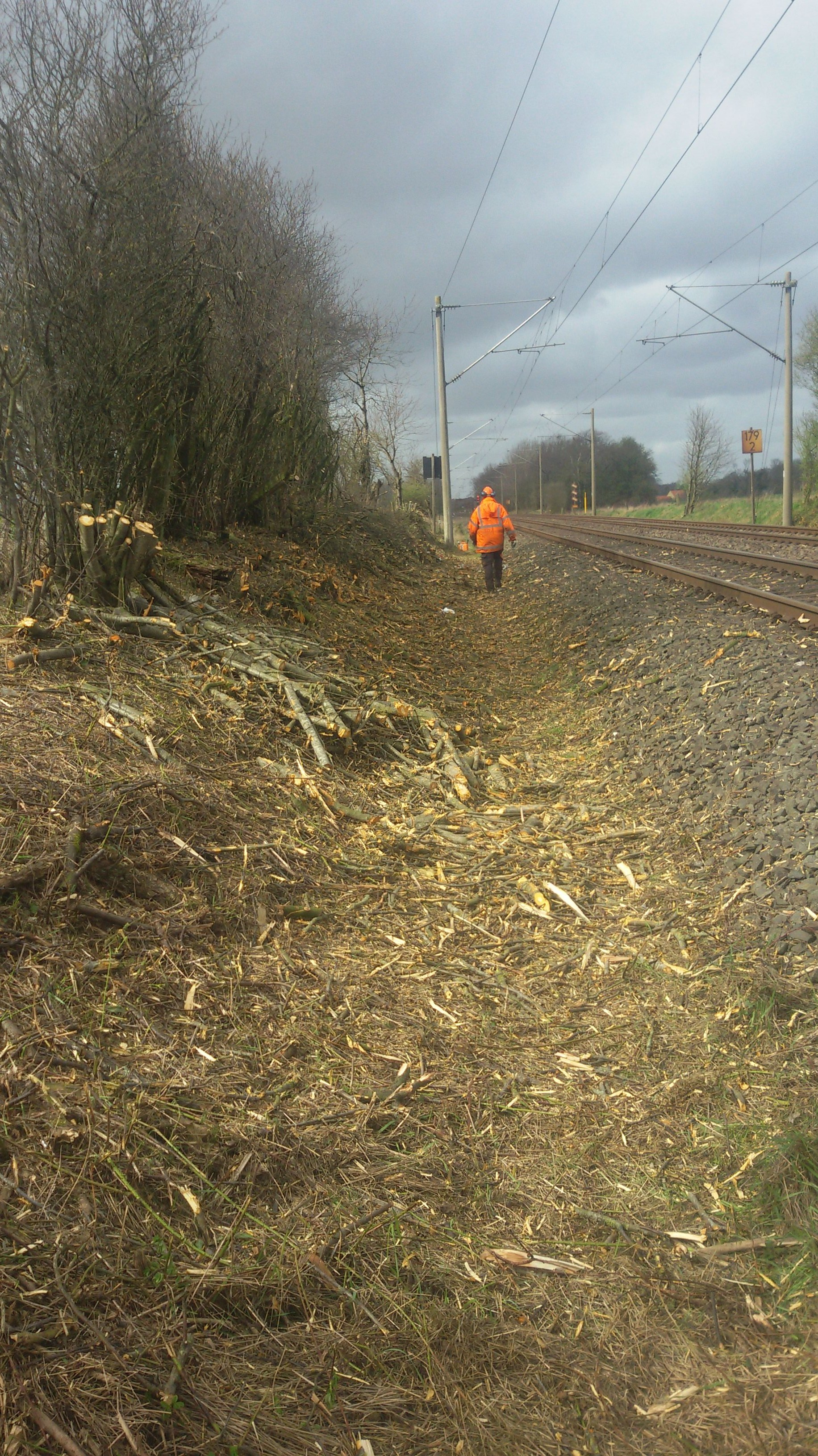
Fahrwegpfleger bei der Arbeit

Hauptaufgabe der Fahrwegpfleger ist es, den Gleisbereich der Bahnstrecken in Deutschland frei von vegetationsbedingten Störungen zu halten. Dazu zählt in erster Linie das Zurückschneiden von Bäumen und Sträuchern, z. B. Brombeeren. Ebenso fallen Baumfällungen, Mäharbeiten in Umspannwerken, das Aufarbeiten von Sturmschäden, sowie Hochentastung von Bäumen zu dem Aufgabenbereich.
Besonders bei elektrifizierten Gleisstrecken ist die Gefährdung für die Arbeiter als hoch einzustufen, da neben dem Bahnverkehr der Starkstrom der Oberleitung ein potentielles Risiko darstellt.
Ferner zählt zu den Aufgaben das Freischneiden sogenannter „privater Bahnübergänge“ (PBÜ), die von Landwirten in der Erntezeit als Querung der Bahnschienen genutzt werden.
Die Arbeiten sind körperlich sehr anspruchsvoll. Berufsvoraussetzungen sind eine abgeschlossene Ausbildung als Forstwirt oder als Gärtner.

## Vorgaben

### Hauptaufgaben
Besonders die Stromleitungen und die Masten an den Bahnstrecken müssen vom Fahrwegpflegedienst freigehalten werden. Ebenso muss Sicht auf Signal-Anlagen und Schilder vorhanden sein. Ausgehend von der Gleismitte (Gleisachse) wird ein Bereich von sechs Metern genannt, in dem die Vegetation zurückgedrängt werden muss. Angestrebt wird ferner ein sogenanntes U-Profil längs der Strecken. In diesen Profilbereich dürfen zum Beispiel keine Äste hineinragen. Einer besonderen Sorgfalt unterliegen ebenso die Randwege am Gleisbett.
Nach den schweren Orkanen der jüngeren Vergangenheit hat ein Umdenken durch die DB Netz AG eingesetzt: Inzwischen wird ein Sechs-Meter-Bereich zuzüglich einer Zuschlag-Zone von zwei bis drei Metern angestrebt. Diese Zone wird Wachstumsreserve genannt.

### Pflege der privaten Bahnübergänge
An den privaten Bahnübergängen herrscht ein hohes Unfallrisiko, da diese zumeist unbeschrankt sind und auch nicht durch Personal gesichert werden können. Für die Pflege dieser PBÜ  gelten daher entsprechende Vorschriften:
- Es müssen von den Fahrwegpflegern sogenannte Sichtdreiecke erstellt werden, um eine reibungslose Einsicht in den Schienenverkehr zu gewährleisten. Ausgehend von der Gleisachse misst man sieben Meter in Richtung des Überweges. Von dort muss nach links und rechts Sicht auf die Gleise auf einer Länge von 400 m herrschen. Dazu werden in diesem Bereich alle Bäume und Sträucher entfernt bzw. zurückgeschnitten. Auch sonstige Vegetation, wie z. B. Gräser wird kurz gehalten. Diese Maßnahmen genießen hohe Priorität und werden mindestens einmal im Jahr, meist im Frühling durchgeführt. Der zweite Durchlauf findet oft im Rahmen der jährlichen Streckenpflege statt.

## Weitere Aufgaben
Zu den weiteren Aufgaben eines Fahrwegpflegers zählen:
- Winterdienst
- Reinigen von Weichen
- Bekämpfen und Zurückdrängen von Neophyten im Gleisbereich
- Seltener die Pflege von Bahnsteigen